# I-stop
i-stop（アイ・ストップ）は、マツダが開発したアイドリングストップシステムの名称である。

## 概要
2009年6月に発売された2代目アクセラに初搭載された。一般的なアイドリングストップシステムがセルモーターだけを使うのに対し、i-stopは停車時に予め圧縮行程と膨張行程のシリンダーをストロークの中間に停止させて空気量のバランスを維持した上で、シリンダー内に直接燃料を噴射し着火することでエンジンを再始動させている。再始動にかかる時間は0.35秒とされている。
マツダはセルモーターを全く使わずに再始動するシステムを2007年にSISS（スマート・アイドリング・ストップ・システム）の名で発表していたが、これはエンジン停止の際に回転数を上げることによる燃費性能の悪化と振動の発生といった問題が解消できなかったため、i-stopの商品化にあたってはセルモーターを併用するよう改められ、電源となるバッテリーも補助用として車両当たり2個搭載された。
ディーゼルエンジンのi-stopは2012年2月に発売されたSKYACTIV-Dに初搭載された。ガソリンエンジンと異なり点火プラグを使わず混合気を圧縮自着火させるディーゼルエンジンにおいては、2圧縮目以後に着火・再始動させるシステムが一般的であるが、マツダはピストン停止位置を制御することで1圧縮目での着火を可能とし、世界最速の0.4秒での再始動を実現した。

## 搭載車種
- マツダ・デミオ
- マツダ・アクセラ
- マツダ・MAZDA3
- マツダ・プレマシー
  - 日産・ラフェスタ ハイウェイスター
- マツダ・ビアンテ
- マツダ・CX-5
- マツダ・アテンザ
- マツダ・CX-3